# Yo amo a Lisa
I Love Lisa, titulado Yo amo a Lisa en España e Hispanoamérica, es el decimoquinto episodio de la cuarta temporada de la serie de animación Los Simpson, estrenado en Estados Unidos el 11 de febrero de 1993. Fue escrito por Frank Mula y dirigido por Wes Archer. En el episodio, Lisa le entrega a Ralph Wiggum una tarjeta de San Valentín al ver que no ha recibido ninguna, pero él malinterpreta su intención y se enamora de ella. Después de que Lisa le rompe el corazón, Ralph hace un papel brillante en una obra basada en la vida de George Washington.

## Sinopsis
Es el Día de San Valentín en la Escuela primaria de Springfield, y la clase de la señorita Hoover hace buzones de papel para después intercambiarse tarjetas de felicitación. Al ver a Ralph Wiggum llorando porque no ha recibido ninguna tarjeta, Lisa siente lástima de él y le da una. Ralph malinterpreta la intención de Lisa e inmediatamente desarrolla un interés romántico hacia a ella, e incluso la acompaña hasta su casa después de la escuela con el fin de conquistarla. Lisa se siente incómoda con la situación, y no sabe cómo decirle a Ralph que no está interesada en él.
Siguiendo el consejo de Marge, Lisa le dice a Ralph al día siguiente en la escuela que no está preparada para una relación. Ralph le pide consejo a su padre, el jefe Wiggum, sobre cómo conquistar a una mujer, y este le dice que debe ser insistente. Mientras tanto, en la escuela se está organizando una obra de teatro con motivo del Día del Presidente, donde Lisa obtiene el papel de Martha Washington. Ralph, por medio de una extorsión a la profesora Hoover llevada a cabo por su padre y sus oficiales, obtiene el papel protagonista, George Washington, para estar junto a Lisa.
Ralph le regala a Lisa un automóvil de juguete de Stacy Malibu, en cuyo portaequipajes hay dos entradas para asistir a un programa especial de Krusty el payaso. Lisa decide finalmente asistir, y mientras Krusty entrevista a personas del público, habla con Ralph y le pregunta si Lisa es su novia. Él responde enérgicamente que sí y que cuando sea adulto se casará con ella. Lisa no soporta más y le dice rotundamente que solo le dio la tarjeta por lástima. De vuelta en casa, Bart ha grabado el programa y le muestra de nuevo la escena a Lisa, lo cual la hace sentirse culpable y arrepentida. Por su parte, Wiggum intenta vengarse rompiendo uno de los faros del coche de Homer, pero se asusta cuando este le dice que algún día los ciudadanos se rebelarán contra los policías corruptos.
En la obra de teatro, Lisa trata de discuplarse por lo que hizo, pero Ralph no la hace caso y dice que solo ha ido para hacer el papel de George Washington. Ralph hace una brillante actuación, logrando conmover a la audiencia, y firma autógrafos para las niñas de la escuela. Después encuentra a Lisa en los columpios y ella le da otra tarjeta, esta vez de manera sincera, en la que le propone que sean amigos. Ralph acepta y los dos juegan juntos como buenos amigos, mientras el jefe Wiggum los observa desde su coche.

## Producción

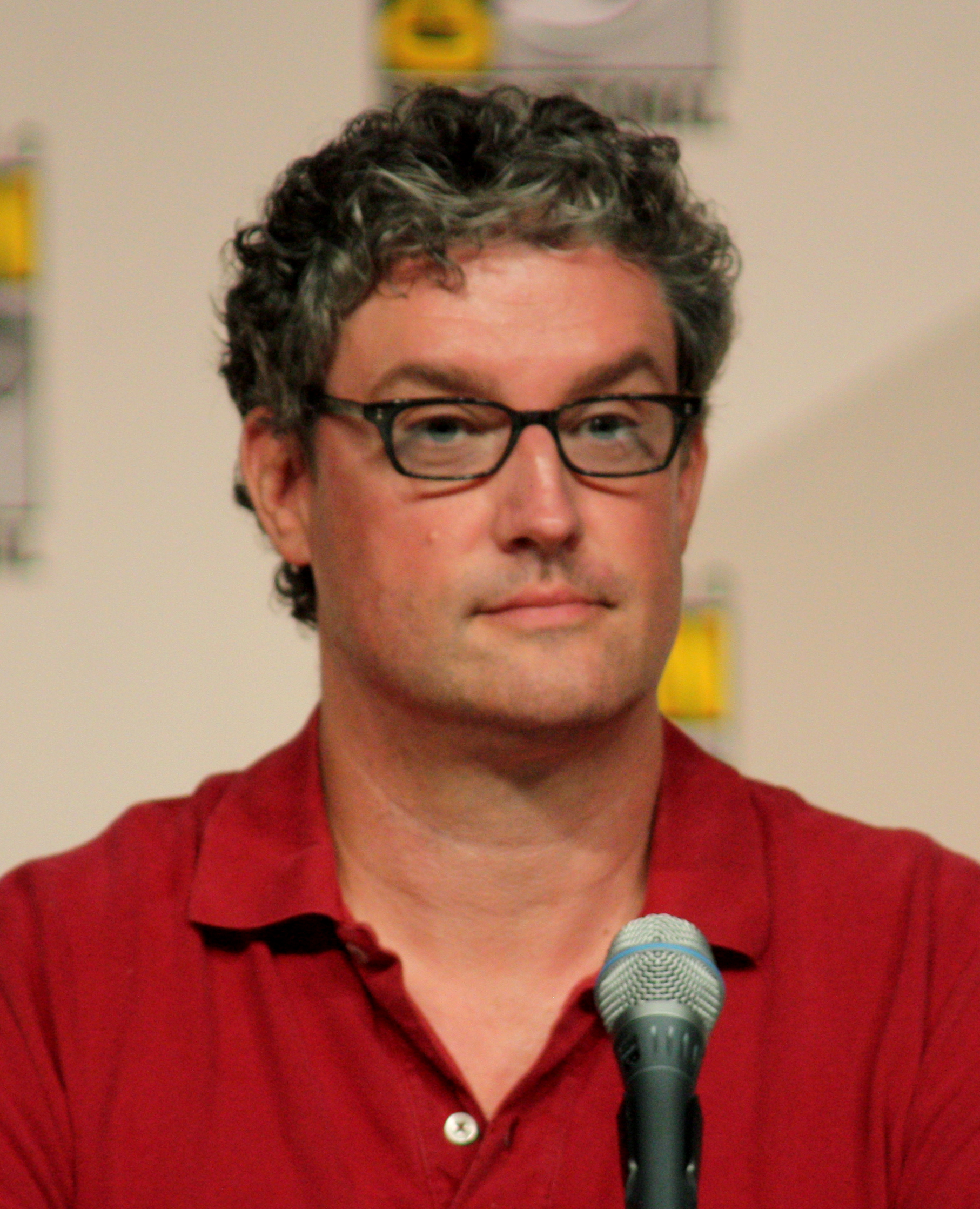
El episodio fue inspirado por un suceso real de la infancia de Al Jean.

Este fue el primer episodio que Frank Mula escribió para Los Simpson. Mula ya había trabajado con el productor ejecutivo de la serie, Sam Simon, en otro programa de Gracie Films. También fue el primer episodio de la cuarta temporada dirigido por Wes Archer. Mula y Jeff Martin escribieron la canción de la obra de teatro del Día del Presidente. Michael Carrington aparece como estrella invitada interpretando a Sideshow Raheem, uno de los antiguos colaboradores de Krusty en sus programas durante los años 70.
El argumento del episodio se inspiró en un suceso de la infancia de Al Jean; cuando Jean estaba en tercero de primaria, una niña le regaló una tarjeta de San Valentín en la que ponía I Choo-Choo-Choose You, como la que Lisa regala a Ralph. Años después, Jean se preguntaba si la niña estaba realmente interesada en él. Le contó la historia a su compañero Mike Reiss y ambos pensaron que era una buena idea para un episodio en el que Lisa le daría esa misma tarjeta a Ralph Wiggum y él se lo tomaría demasiado en serio. En aquel momento, aún no se había establecido el parentesco entre Ralph y el jefe Wiggum. Jean pensó que sería divertido que Ralph fuera el hijo de Wiggum, ya que ambos personajes son "gordos y tontos". A pesar de ello, en el episodio Kamp Krusty ya se reveló que el apellido de Ralph es Wiggum.
Una técnica utilizada por el equipo de guionistas para inventar historias e ideas para la serie era pensar "¿Qué festividad no ha aparecido todavía en Los Simpson o ha aparecido recientemente?". Como ya se habían hecho episodios ambientados en Halloween y Navidad, los guionistas decidieron hacer un episodio ambientado en el Día de San Valentín.